# Società Siciliana per la Storia Patria
La Società Siciliana per la Storia Patria è una storica deputazione tematica statale che ha sede a Palermo, presso l'ex Convento di San Domenico, nella piazza omonima.

## Storia

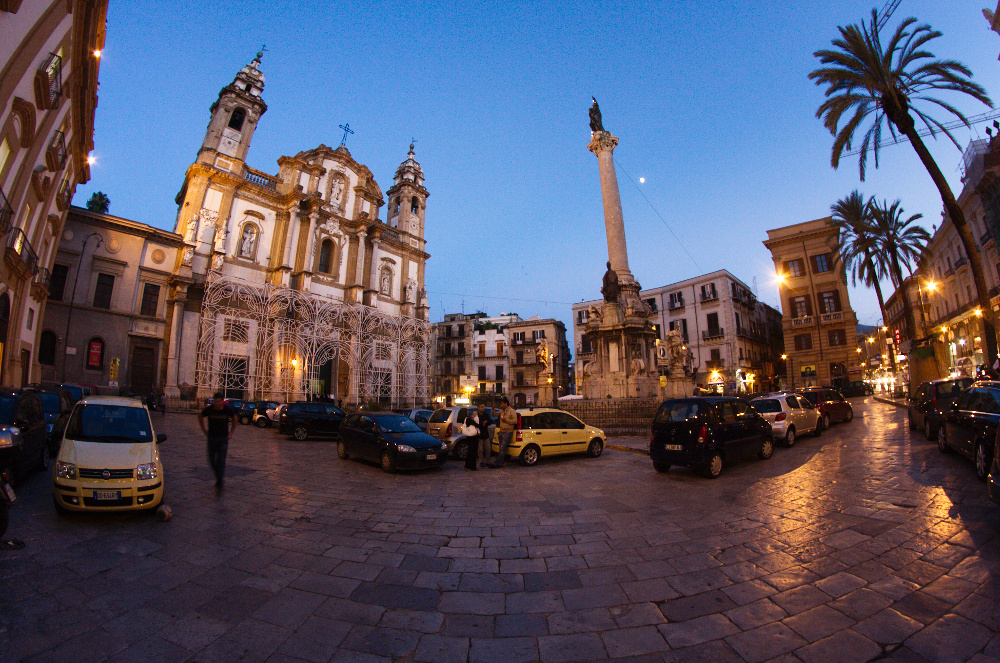
La piazza San Domenico, con l'ingresso della società a sinistra della basilica

Nel 1864 nacque a Palermo per opera di Emerico Amari la Nuova società per la storia di Sicilia e nel 1873 iniziò le pubblicazioni la rivista Archivio storico siciliano che si pubblica ancora oggi. 
Su invito dell'amministrazione comunale guidata da Domenico Peranni i collaboratori del periodico fondarono nel luglio di quell'anno la Società Siciliana per la Storia Patria. 
Tra i fondatori Isidoro La Lumia, storico, Giuseppe de Spuches, grecista, Raffaele Starabba, paleografo, Francesco Maggiore Perni, studioso di statistica, Salvatore Cusa, arabista, Luigi Sampolo, giurista, Gioacchino Di Marzo, storico dell'Arte, Antonino Salinas, archeologo, Vito La Mantia, storico del diritto siculo, Giuseppe Pitrè, storico delle tradizioni popolari di fama mondiale e Isidoro Carini, paleografo. 
Soppressa nel 1934 come tutte le società italiane di storia patria, fu la prima ad essere ricostituita il 18 ottobre 1943 dall'Alto commissario per la Sicilia.
Tra i presidenti si sono succeduti tra gli altri Vincenzo Fardella di Torrearsa, Francesco Paolo Perez, Giuseppe Pitrè, Antonino De Stefano, Massimo Ganci, Domenico Peranni. L'attuale presidente è Giovanni Puglisi.
Segretario Generale, dal 2005, è Salvatore Savoia.
Dal 1890 ha sede presso l'ex convento di San Domenico.
La società gestisce l'attiguo Museo del Risorgimento "Vittorio Emanuele Orlando" di Palermo.